# Cowgill (Missouri)
Cowgill est une ville du comté de Caldwell, dans le Missouri, aux États-Unis,. Située au sud du comté, elle est fondée en 1887 et incorporé en 1890.

## Démographie
Lors du recensement de 2010, la ville comptait une population de 188 habitants. Elle est estimée, en 2016, à 181 habitants.